# Aoxin
Aoxin ou Jiangsu Aoxin New Energy Automobile Co., Ltd. est un constructeur automobile chinois basé à Jiangsu.
Elle produit véhicules électriques à basse vitesse, et des véhicules électriques de quartier.

## Ventes
De 2019 à 2020, Aoxin a vendu 120 000 unités[réf. nécessaire].